# Kaeo Pongprayoon
Kaeo Pongprayoon ( en tailandés: แก้ว พงษ์ประยูร ; Nacido el 28 de marzo de 1980 en Kamphaeng Phet) es un boxeador amateur tailandés que ganó una medalla de plata en los Juegos Olímpicos de 2012. 
Pongprayoon ganó el Campeonato Asiático de Boxeo Amateur de 2009 y los Juegos del Sudeste Asiático de 2009 y 2011 en peso mosca ligera. 
En el Campeonato Mundial de Boxeo Amateur 2009, perdió su tercera pelea ante José Kelvin de la Nieve. 
En el Campeonato Mundial de Boxeo Amateur de 2011 , venció a dos oponentes, luego perdió 8:14 ante Zou Shiming. 
En los Juegos Olímpicos de verano 2012 (resultados) ganó su primera pelea contra el argelino Mohamed Flissi 19:11, luego derrotó al ecuatoriano Carlos Quipo y al búlgaro Aleksandar Aleksandrov. Llegó a la final al superar al ruso David Ayrapetyan 13:12.  Perdió polémicamente la final ante Zou Shiming por 10:13. 